# Sociedad de Historia Natural de Bombay
La Bombay Natural History Society, BNHS, (en español Sociedad de Historia Natural de Bombay), fundado en 1883 en Bombay, estado Maharashtra, es la mayor organización dedicada al estudio de la naturaleza y la conservación en el subcontinente indio. 

## Descripción
El 15 de septiembre de 1883 ocho residentes en Bombay se encontraron en el "Victoria and Albert Museum" y "se constituyeron ellos mismos como la Bombay Natural History Society. Propusieron encontrarse mensualmente para intercambiar notas, exhibir especímenes interesantes y apoyarse entre ellos". De acuerdo con E. H. Aitken, el primer Secretario Honorario (en inglés Honorary Secretary, entre septiembre de 1883 y marzo de 1886, el Dr G. A. Maconochie fue fons et origo de la Sociedad y además de ellos dos, los otros fundadores fueron Mr J. C. Anderson, Dr Sakaram Arjun, Mr J. Johnston, Dr D. MacDonald, Dr Atmaram Pandurang, y Col. C. Swinhoe. H. M. Phipson (segundo Secretario Honorario 1886-1906) fue también parte del grupo fundador y prestó parte de su tienda de vinos en el 18 de Forbes Street como oficina de la BNHS. 
En 1911 R. C. Wroughton un miembro de la BNHS e inspector de bosques, organizó un estudio sobre mamíferos haciendo uso de los miembros repartidos por el subcontinente para proporcionarle especímenes. Tal vez esta fuera el primer estudio natural realizado en colaboración y resultó en la recolección de 50000 especímenes en 12 años lo que dio lugar a la identificación de varias especies nuevas, a 47 publicaciones y a la compresión de las fronteras biogreográficas.
Desde 1965 la BNHS tiene su sede en Hornbill House, especialmente construida para este propósito, en el sur de Bombay. Es conocida popularmente por su acrónimo, BNHS.
La BNHS es una de las ONG más importantes para la protección del medio ambiente y la naturaleza. Realiza grandes estudios sobre la vida salvaje en la India y su conservación. Los temas son aves, reptiles y anfibios, insectos, mamales, también sustancia química del medioambiente y enfermedades animales como la Gripe aviaria.  

## Publicaciones

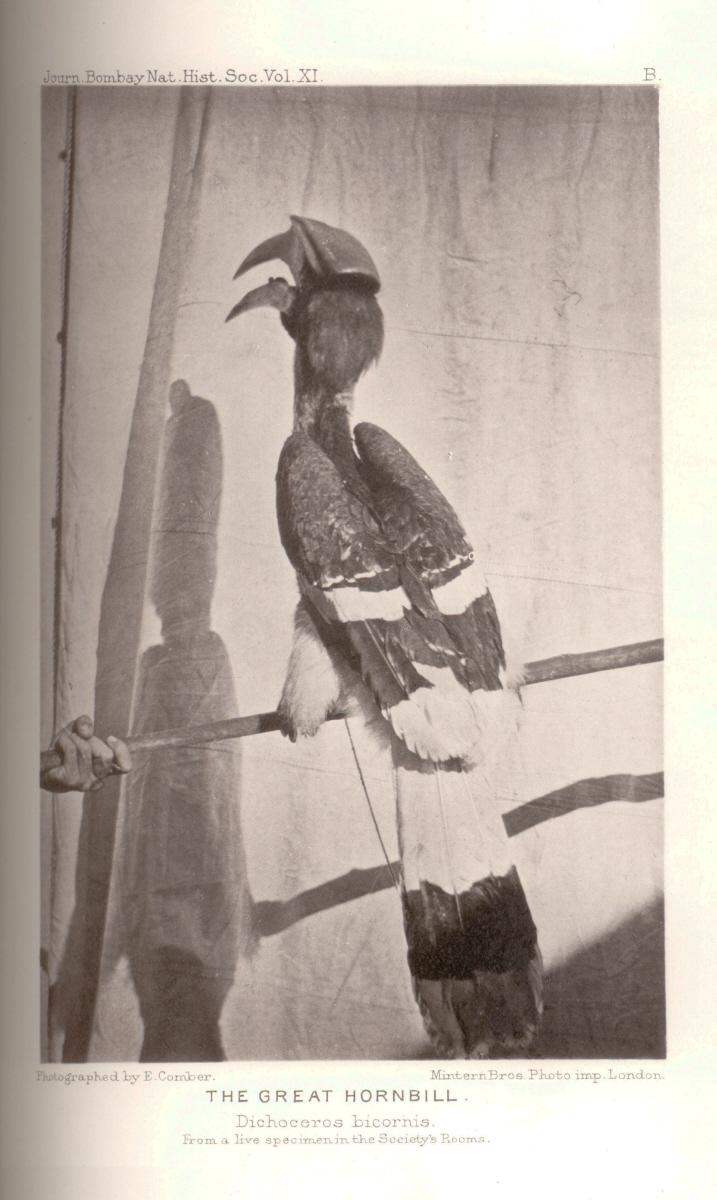
Foto de la mascota "William" (1897) en la oficina de BNHS.

Desde 1896 la sociedad publica una revista cada cuatro meses titulada The Journal of the Bombay Natural History Society (en español El Diario de la Sociedad de Historia Natural de Bombay).
Además tiene una revista trimestral para sus miembros, llamada Hornbill desde 1976. El nombre de la revista refiere al mascota de su logo. 

## Logo
El logo de la BNHS es un Calao (en inglés: Great Hornbill) llamado William que vivió de 1894 a 1920 en la oficina de la Sociedad durante sus primeros años de existencia. 

## Educación
La Sociedad de Historia Natural de Bombay tiene CEC Conservation Education Centres a Bombay (1997), Nueva Delhi (2005) y Nagpur (2013). En los centros la BNHS ofrece una amplia gama de cursos para estudiantes y adultos sobre proteger la biodiversidad y la naturaleza. 